# ELECROTNIK
ELECROTNIK（エレクロトニック）とは、2001年に中根浩と中根さや香を中心として結成された映像チーム。
RESFEST、onedotzero、エジンバラ国際映画祭などで作品が上映された。グラフィックを取り入れた技法で人気が出た。現在は解散している。